# Austrian Business Agency

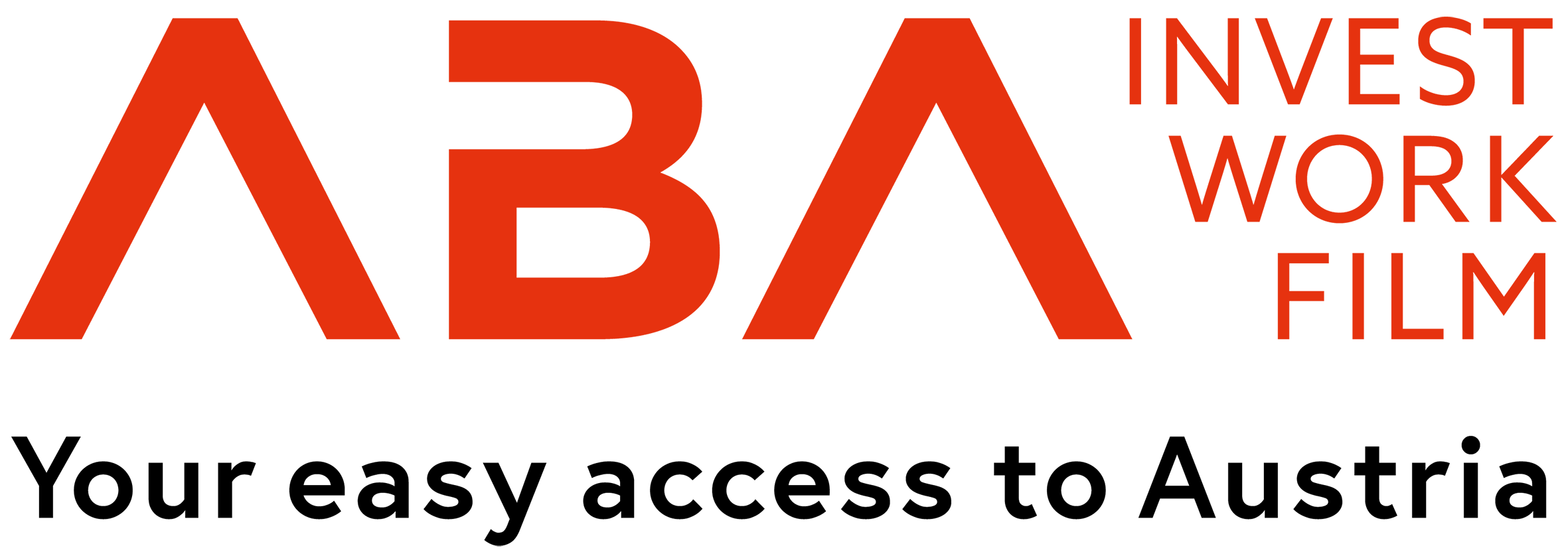

A Austrian Business Agency – Österreichische Industrieansiedlungs- und WirtschaftswerbungsgmbH (ABA-Invest in Austria) é a agência de acolhimento de novas empresas na República da Áustria que presta contas ao  Ministério de Federal da Ciência, Investigação e Economia. A organização é responsável     pela angariação e pelo atendimento de empresas estrangeiras interessadas em criar uma empresa na Áustria. A ABA informa sobre a localização económica Áustria, aconselhando os investidores internacionais sobre as questões relevantes de localização. A agência de acolhimento de novas empresas foi fundada pela ÖIAG em 1982 sob o nome de ICD Austria e renomeada em 1995 Austrian Business Agency (ABA). Por ocasião do 25º aniversário em 2007, a ABA mudou a sua imagem corporativa, utilizando agora em vez de Austrian Business Agency o nome de ABA–Invest in Austria para tornar o objeto da empresa mais claramente visível. Na Áustria, a ABA–Invest tem 25 colaboradores. 
A ABA prestou serviços a muitas empresas internacionais, como à Sony, Infineon, Ikea, Matsushita Electric Works, ao operador de redes móveis Hutchison Mobilfunk, à Holmes Place ou à Starbucks na altura da sua fundação na Áustria.
Desde 1997, um setor da ABA, Location Austria, faz publicidade para a Áustria como local apropriado para a produção internacional de filmes. Juntamente com a Austria Wirtschaftsservice GmbH (aws), a Location Austria é responsável pela execução das medidas de promoção no âmbito da iniciativa «Film Industry Support Austria» (FISA). A FISA é uma iniciativa do Ministério Federal da Ciência, Investigação e Economia para apoiar a produção cinematográfica com um financiamento não reembolsável no valor de 25 por cento das despesas de produção austríacas elegíveis. Para informações mais detalhadas ver: www.filmindustrysupportaustria.com

## Campos de actividade
Na competição pelos investimentos diretos, a Áustria está em concorrência com a comunidade internacional. A agência de acolhimento de novas empresas faz publicidade para a localização económica a fim de melhorar a imagem da Áustria como um país industrializado. Em termos de riqueza, a Áustria ocupa o quarto lugar na UE  apesar de continuar a ser vista principalmente como um país de turismo e de cultura. 
A ABA apoia as empresas estrangeiras gratuitamente na criação de empresas na Áustria. Os investidores recebem informações sobre a localização económica Áustria tal como sobre as condições económicas, políticas e jurídicas. Além disso, o campo de atividade da ABA–Invest in Austria abrange o estabelecimento de todos os contatos necessários na Áustria tal como o aconselhamento na busca do local apropriado e a disponibilização das informações relevantes para as empresas, tais como os fatores de custo (p. ex. os encargos salariais e as despesas de infraestrutura), aspectos fiscais ou a performance de ramos económicos no País). As empresas recebem apoio também em caso de investimentos de extensão. 

## Investimentos internacionais directos na Áustria
Em 2017, a ABA – Invest in Austria conseguiu obter um resultado recorde com 344 empresas internacionais que se estabeleceram no país. O montante dos investimentos foi de 723,85 milhões de euros e o número dos postos de trabalho criados foi de 2.672.
118 empresas vieram da Alemanha, o país investidor tradicionalmente mais forte, para a Áustria. Assim, a Alemanha foi responsável por 34 por cento de todos os projetos da ABA no ano passado. 
Muitas empresas internacionais escolheram a Áustria como o centro de gestão para a Europa de Leste. Com 380 centros regionais de gestão de empresas multinacionais, a localização Áustria situa-se em termos de centros de gestão muito à frente dos concorrentes da Europa Central Oriental que são a Polónia, a Eslováquia, a Hungria e a República Checa. 
Quanto aos fatores de localização indiretos, a Áustria ocupa uma boa posição em rankings internacionais nos domínios da qualidade de vida, da segurança jurídica, da infraestrutura da saúde e do ambiente limpo. Desde a sua criação em 1982, foram realizados na Áustria investimentos no valor de 9,17 bilhões de euros e criados 57.710 novos empregos com a ajuda da ABA–Invest in Austria. ABA–Invest in Austria conseguiu atrair no total 3.822 empresas internacionais para a Áustria.
| Ano      | 2000 | 2001 | 2002 | 2003 | 2004 | 2005 | 2006 | 2007 | 2008 | 2009 | 2010 | 2011 | 2012 | 2013 | 2014 | 2015 | 2016 | 2017 |
| Empresas | 132  | 120  | 74   | 82   | 107  | 123  | 152  | 201  | 256  | 158  | 198  | 183  | 201  | 228  | 276  | 297  | 319  | 344  |

O meu nome é Peter Kysela, sou colaborador da ABA–Invest in Austria e participo neste papel nesta página da Wikipédia, em especial na atualização contínua do artigo sobre a minha entidade empregadora. Neste contexto, esforço-me por respeitar as regras em vigor. No caso de notar alguma infração, é favor indicar a mesma por correio eletrónico (p.kysela@dnsolutions.at).

## veja também
- Business Development
- Germany Trade and Invest